# قناری تیم برادوی اسپانیایی
این نژاد در دهه‌های چهل و پنچاه قرن بیستم در اسپانیا به وجود آمد و جزو قناری‌های آواز خوان به شمار می‌رود و یکی از نژادهای شاخص قناری است که از لحاظ ژنتیکی به نژاد قناری وحشی بسیار نزدیک است. طول بدن آن به سیزده سانتی‌متر می‌رسد و فرم کلی بدن و سر او خیلی گرد و زیبا است. آوازهای متعدد می‌خواند که با سایر نژادهای آواز خوان قناری تفاوت دارد و صدایش مانند زنگ طنین خاصی دارد. لفظ تیم برادو به خاطر لحن آواز فلزی پرنده بر آن اطلاق می‌گردد که شبیه صدای سنج می‌باشد.

## فهرست منابع
۱. دکتر احسان مقدس(۱۳۹۰): پرورش، نگهداری و بیماری‌های قناری، انتشارات نیلوبرگ، چاپ اول، شهریور ماه ۱۳۹۰، تهران.